# Дент (Охајо)
Дент (енгл. Dent) насељено је место без административног статуса у америчкој савезној држави Охајо.

## Демографија
По попису из 2010. године број становника је 10.497, што је 2.885 (37,9%) становника више него 2000. године.
| Група             | 2000.         | 2010.         |
| Белци             | 7.444 (97,8%) | 9.959 (94,9%) |
| Афроамериканци    | 52 (0,7%)     | 139 (1,3%)    |
| Азијати           | 24 (0,3%)     | 164 (1,6%)    |
| Хиспаноамериканци | 32 (0,4%)     | 117 (1,1%)    |
| Укупно            | 7.612         | 10.497        |